# McMansion Hell
McMansion Hell es un blog que critica con humor las McMansions, grandes casas suburbanas construidas típicamente entre los años 1980 y 2008 y conocidas por su intento estilístico de crear la apariencia de opulencia utilizando arquitectura producida en masa. El sitio web está dirigido por Kate Wagner, una escritora de arquitectura. El blog está alojado en Tumblr, con 65 000 seguidores en julio de 2018. Fue creado en julio de 2016.

## Contenido
El blog utiliza los comentarios de Wagner sobre imágenes de los interiores y exteriores de McMansions, usando flechas para señalar características que ella considera cuestionables o de mal gusto. Además de criticar las casas en sí, el sitio web también critica la cultura material percibida de despilfarro que pueden representar las McMansions, brinda anécdotas de situaciones en las que las McMansions han sido una mala inversión financiera, y proporciona otros ensayos sobre planificación urbana e historia de la arquitectura. El blog ofrece suscripciones con contenido adicional, lo que genera fondos suficientes para que Wagner trabaje en el blog a tiempo completo.
Kate Wagner tiene una maestría en ciencias del audio con especialidad en acústica arquitectónica del Conservatorio Peabody de la Universidad Johns Hopkins.

## Recepción
El blog ha adquirido muchos seguidores, con 65 000 seguidores en julio de 2018. Wagner ha sido entrevistado para Paper, The Washington Post, Slate, Business Insider, The Hairpin y Der Spiegel en Alemania, y ha aparecido en el pódcast 99% Invisible. Ha obtenido un amplio reconocimiento en los círculos arquitectónicos y ha publicado en Architectural Digest, The Baffler, The Atlantic, y Jacobin.
En junio de 2017, Zillow envió a Wagner una carta afirmando que McMansion Hell violaba los términos de servicio de Zillow al «reproducir, modificar y mostrar públicamente» contenido de los listados de Zillow. La carta también sugería que McMansion Hell violaba la ley de derechos de autor, no estaba protegida por el uso justo y, al interferir con los intereses comerciales de Zillow, podía haber estado violando la Ley de Abuso y Fraude Informático. Después de que Wagner obtuvo representación legal de Electronic Frontier Foundation, Zillow se negó a emprender acciones legales contra McMansion Hell.